# 7 Days
7 Days è il secondo singolo estratto dall'album Born to Do It del cantante inglese Craig David.

## Descrizione
Un remix prodotto da DJ Premier è stato interpretato Mos Def e poi campionato da Nate Dogg.
Il testo di 7 Days parla di una ragazza conosciuta per caso, poco distante dalla casa di alcuni amici.
La incontra il lunedì, la vede per un drink il martedì. Già il mercoledì lui e la ragazza sono andati a letto insieme, come anche, il giovedì, il venerdì, e il sabato, mentre si sono riposati la domenica.

## Successo commerciale
Nella madrepatria di David, il Regno Unito, il brano ha raggiunto la vetta della classifica inglese Official Singles Chart ed è stato certificato due volte disco di platino. Così è diventato il 17° singolo più venduto nel 2000 in Gran Bretagna.
Inoltre 7 Days rappresenta l'unico singolo di Craig David ad essere entrato nella top ten della classifica Billboard Hot 100 negli Stati Uniti, dove ha raggiunto la decima posizione.

## Riconoscimenti
Nel 2001, la canzone è stata nominata per il BRIT Award al singolo dell'anno, perdendo però contro il successo globale Rock DJ di Robbie Williams. Inoltre, 7 Days è stata nominata, pur non vincendo, ai Grammy Awards del 2003, per la miglior interpretazione vocale pop maschile.

## Classifiche

### Classifiche settimanali
| Classifica (2000)                           | Posizione massima |
| ------------------------------------------- | ----------------- |
| Australia                                   | 4                 |
| Belgio (Fiandre)                            | 25                |
| Belgio (Vallonia)                           | 12                |
| Canada                                      | 9                 |
| Danimarca                                   | 9                 |
| Finlandia                                   | 17                |
| Francia                                     | 19                |
| Germania                                    | 22                |
| Islanda                                     | 14                |
| Irlanda                                     | 3                 |
| Italia                                      | 7                 |
| Paesi Bassi                                 | 6                 |
| Nuova Zelanda                               | 6                 |
| Norvegia                                    | 11                |
| Polonia                                     | 6                 |
| Scozia                                      | 2                 |
| Svezia                                      | 21                |
| Svizzera                                    | 20                |
| Regno Unito                                 | 1                 |
| Stati Uniti (Billboard Hot 100)             | 10                |
| Stati Uniti (Billboard R&B/Hip-Hop Airplay) | 52                |

### Classifiche di fine anno
| Classifiche (2000) | Posizione massima |
| ------------------ | ----------------- |
| Belgio             | 51                |
| Irlanda            | 36                |
| Paesi Bassi        | 43                |
| Svizzera           | 66                |
| Regno Unito        | 17                |